# Заувек (албум)
Заувек је назив трећег студијског албума Милице Павловић, који је објављен 20. децембра 2018. године за Гранд продукцију.

## О албуму
Милица је одмах након објављивања албума Богиња рекла да је са својим сарадницима већ кренула да ради на новим песмама, али је без превелике помпе и на изненађење публике 16. децембра 2018. године објавила промотивни тизер, који је најавио излазак албума Заувек. Павловићева је осам нових песама представила путем сајта Јутјуб у два дана и још једном испоштовала публику тако што је за сваку песму снимила и спот. Поводом албума Милица је организовала и велику промоцију у једном београдском луксузном хотелу, а оно што је посебно занимљиво јесте да је промотивну кампању пратила и Заувек кутија која је направљена од огледала и која је наредних месеци била изложена у тржним центрима у градовима широм Србије, па се ово сматра једном од најозбиљнијих промоција једног албума. 

## О ауторима
Милица је на албуму Заувек наставила сарадњу са прослављеним грчким композитором Фивосом, као и и Владимиром Узелцем, који су урадили свих осам песама. Текстове су овог пута потписале Марина Туцаковић и Љиљана Јорговановић, а публику је сачекало и велико изненађење будући да је Милица сама написала текстове за песме Заувек и Спаваћица. Како је истакла, она одувек пише текстове, али се није усуђивала да их објави, а овог пута је то урадила на наговор Марине и Љиље, које су истакле да је веома талентована.

## Успех албума
Албум је остварио комерцијалан успех и највећи хитови са овог албума су постале песме Хеј жено, емотивна балада Тако ми и треба и Не сећам се, као и синглови који су најавили албум Оперисан од љубави, која је проглашена за хит године на додели награда МАК и дуетска песма са Ацом Лукасом Кидаш ме. Пет месеци након објављивања албума Милица је урадила и Заувек медли наступ како би прославила 500 милиона прегледа на сајту Јутјуб, што је позиционира као најслушанију певачицу млађе генерације.